# Historic Royal Palaces
Historic Royal Palaces ist eine rechtlich unabhängige gemeinnützige Organisation, die im Auftrag des britischen Kultusministeriums die unbewohnten Paläste des britischen Königshauses verwaltet. Die Organisation verwaltet:
- Den Tower of London
- Hampton Court Palace
- Kensington Palace – nur die öffentlichen Räume.
- Banqueting House
- Kew Palace

Zu den Aufgaben gehört die Erhaltung und Pflege der Paläste und der dazugehörigen Parks und Gärten. Sie soll der Öffentlichkeit durch verschiedene Maßnahmen die Paläste nahebringen, z. B. durch Öffnung der Schlösser  für Besichtigungen. Insgesamt besuchen etwa 3,2 Millionen Menschen im Jahr die eintrittspflichtigen Paläste.
Die Organisation finanziert sich aus Eintrittsgeldern, wirtschaftliche Betätigung, Spenden und Mitgliedsbeiträgen, sie erhält keine öffentliche Förderung. Auch durch Publikationen von Büchern und Broschüren finanziert sich die Organisation.
Die Inneneinrichtung der meisten Paläste gehört der britischen Krone, die Waffensammlung im Tower of London den Royal Armouries.
Die unbewohnten Paläste gehören weiterhin dem britischen Königshaus, welches diese nach britischem Gesetz auch nicht verkaufen darf. Nach dem Crown Lands Act 1851 ist allerdings der britische Staat für die Verwaltung der nicht mehr genutzten Paläste zuständig. Vom 19. bis ins späte 20. Jahrhundert wurden die Paläste von verschiedenen Regierungsbehörden betreut. Die gemeinsame Verwaltung kam erst 1989 zustande, als die Historic Royal Palaces als Abteilung innerhalb des Umweltministeriums gegründet wurden. Im Rahmen der Privatisierungen der 1990er Jahre im Vereinigten Königreich wurden auch die Historic Royal Palaces am 1. April 1998 unabhängig. Sie werden seitdem auch weder vom britischen Staat noch vom britischen Königshaus gefördert.
Im Kuratorium von Historic Royal Palaces sitzen sowohl Abgesandte des königlichen Haushalts als auch der Konstabler des Tower.